# Hrabstwo Lewis (Idaho)
Hrabstwo Lewis (ang. Lewis County) – hrabstwo w stanie Idaho w Stanach Zjednoczonych. Obszar całkowity hrabstwa obejmuje powierzchnię 479,81 mil² (1242,7 km²). Według szacunków United States Census Bureau w roku 2009 miało 3735 mieszkańców. Jego siedzibą administracyjną jest Nezperce.
Hrabstwo ustanowiono 3 marca 1911 r. Nazwa pochodzi od nazwiska amerykańskiego podróżnika i odkrywcy Meriwethera Lewisa.

## Miejscowości
- Craigmont
- Kamiah
- Nezperce
- Reubens
- Winchester